# Marc Pallain
 (janvier 2019).
Si vous disposez d'ouvrages ou d'articles de référence ou si vous connaissez des sites web de qualité traitant du thème abordé ici, merci de compléter l'article en donnant les références utiles à sa vérifiabilité et en les liant à la section « Notes et références ».
Marc Pallain, né le 7 novembre 1950, est un homme de média français dont une grande partie de la carrière s'est déroulée au sein du groupe NRJ. Il se consacre ensuite à des travaux artistiques à partir de la photographie numérique débutés en 2000.

## Biographie
Marc Pallain est diplômé en mathématiques après des études à l’Université de Clermont-Ferrand (CAPES en 1975) puis à l’Université Paris VII (Logique formelle et langage mathématiques, Psychologie et mathématiques, diplômes de troisième cycle obtenus en 1977). Il a participé  au sein de cette université aux travaux de l’Institut de recherche sur l'enseignement des mathématiques (IREM). 
Parallèlement à ses études scientifiques, il suit des études littéraires à la faculté des Lettres de Clermont-Ferrand (premier cycle de Psychologie et Sociologie). Dans ce cadre il participe au développement du Cercle Cinématographique Universitaire de Clermont-Ferrand de 1970 à 1974, cercle de réflexion et ciné-club le plus important de France avec celui de la Sorbonne à cette époque[réf. nécessaire] et dont il assurera la présidence pendant plusieurs années.
Il préside et anime la salle d’Art et Essai, « La Cinémathèque – L’Essai » jusqu’en 1976.
En 1970, il se rend durant quatre mois au Kurdistan irakien à la rencontre des rebelles kurdes qui luttent dans leurs zones libérées des montagnes du Zagros contre le régime irakien qui leur refuse l’exercice de leurs droits élémentaires comme celui de parler leur langue. Il traverse pour s’y rendre la Turquie et les zones particulièrement difficiles d’accès, à cette époque, du Kurdistan turc ainsi que l’Iran et les zones de peuplement kurde de l’Azerbaïdjan. Dans les maquis du nord de l’Irak, il rencontre le général Moustafa Barzani, chef de la révolution kurde, dont il réalise une interview et rapporte un reportage photographique de son périple.
Il retourne pour trois mois au Kurdistan irakien, en 1972, en passant cette fois par Beyrouth et le Liban, Damas et la Syrie puis Bagdad et l’Irak, dont l'état est dirigé en cette période d’une main de fer par le président Ahmad Hassan al-Bakr et le Vice-Président, Saddam Hussein. Il rejoint clandestinement la zone kurde libérée en passant par Mossoul et Erbil et rapporte de ce second voyage des images documentaires confiées pour leur diffusion à la société Les Cinéastes Indépendants de Paris dirigée par le producteur-écrivain Édouard Bobrowski, auteur en 1971 du film de cinéma direct Aux urnes, citoyens....
Marc Pallain deviendra par la suite Professeur à l’École d’Architecture et d’Urbanisme de Clermont-Ferrand jusqu’en 1985. Il assurera, pendant dix ans, au sein de cette école l’enseignement des mathématiques et notamment celles des différentes géométries (dont la géométrie fractale), de la logique formelle et d’éléments d’histoire des mathématiques. Le but de ce cours étant de donner aux étudiants, au-delà des outils techniques indispensables, une connaissance élargie et culturelle de l’activité mathématique à travers son histoire mais aussi dans ses recherches les plus récentes pouvant servir à l’approche spécifique des démarches architecturales et artistiques.
Fort de sa double orientation, Marc Pallain fonde l’un des premiers département Image et Audiovisuel au sein d'une école d'architecture en France.

## Les années 1980/90
Au début des années 1980, parallèlement à son enseignement au sein de l’École d’Architecture, et fidèle à ses activités culturelles et audiovisuelles menées en parallèle, Marc Pallain se tourne vers la production audiovisuelle et les radios libres. Il réalise divers documentaires dont principalement Auber au Cœur (1983, 16 mm couleur, avec la collaboration pour la musique de Pierre Perret), un documentaire poétique sur Aubervilliers.
Dans le même temps, en 1985, il crée avec des radios libres et des radios de communication sociale appuyées sur le mouvement mutualiste, comme Forum 92 à Marseille dont il est l’un des cofondateurs en 1980, l’agence de presse Forum Communication, qui fournit à près de 80 radios réparties sur le territoire national des informations quotidiennes et des programmes clés en main.
Cette agence, dont Marc Pallain sera durant deux ans le Directeur Général (il quitte alors l’enseignement), constituera l’embryon sur lequel il lancera, fin 1986, avec Joël Foulon producteur de films, Claude Villers animateur–producteur de radio et Kamel Ben Yahia réalisateur, le réseau national radiophonique Pacific FM.
Le réseau Pacific FM est repris en 1989 par NRJ et son PDG Jean-Paul Baudecroux, qui lance alors avec Chérie FM, un second réseau national et une nouvelle station à Paris, Rire et Chansons, les deux étant présidés par Marc Pallain.
Il sera nommé par la suite Directeur du Développement du groupe NRJ en 1990 puis Directeur Délégué à la Direction Générale du Groupe NRJ en 1992 accompagnant directement et pour longtemps (jusqu'en 2008) Jean-Paul Baudecroux, l’actionnaire fondateur, dans le développement, la stratégie et la gestion du groupe.

## Le début des années 2000 et laTNT
Les années 2000 verront l’émergence de la numérisation des ondes et de la préparation du passage au numérique pour les émissions hertziennes des programmes audiovisuels.
Marc Pallain participera à l'aventure de la TNT de 2000 à 2008, pour NRJ Group (lancement de la chaîne NRJ12) et pour le Groupement TNT dont il assurera la présidence pendant la phase opérationnelle de lancement et qui regroupe alors France Télévisions, AB Groupe, Bolloré Média, NRJ Group, LCP, Arte rejoints ensuite par Groupe Lagardère et NextRadioTV acteurs du lancement de la TNT en France.
Durant cette période Marc Pallain est tout d'abord Vice-Président du Directoire puis nommé Président du Directoire de NRJ Group en 2005. Il quitte NRJ Group en 2008 et décide de se consacrer désormais à ses activités artistiques amorcées à l'aube des années 2000 dans l'esprit qui l'animait du temps de ses études et de son enseignement à l’École Supérieure d'Architecture de Clermont-Ferrand.

## La photographie
Marc Pallain expose ses travaux à Paris en 2010 à la Galerie Triode puis à la Galerie Barnes et ensuite à la Bastille en 2011. En 2012, il est sélectionné pour une résidence artistique de trois mois au centre d'Art Contemporain de Tokyo (Wonder Site) à Tokyo. Il réalise d'autres expositions et publications de séries photographiques de 2013 à 2015 dont une avec Hélène Lucien à la Maison de la culture du Japon à Paris en 2014.
En 2016, il présente avec Hélène Lucien à la Maison européenne de la photographie à Paris l'exposition Fukushima: l'Invisible révélé.
En 2018 Marc Pallain présente: "Fukushima: Invisible Spectrum" à l'invitation de  Art Orienté Objet ( Marion Laval-Jeantet et Benoît Mangin) dans le cadre de l'exposition "No Man's Land" au Mudam ( Musée d'Art Moderne Duc Grand Jean  de Luxembourg).